# 中華民國駐越軍事顧問團
中華民國駐越軍事顧問團（英語：Republic of China Military Advisory Group, Vietnam，駐越美軍司令部文件中簡稱為「ROCMAGV」）係指中華民國於1960年－1975年間，因應越南戰爭派駐在越南共和國（南越）的軍事支援團 屬於中華民國,援越單位其中之一。
中華民國對越南的軍事援助大致可分為四個階段： 奎山軍官團、軍事顧問團、援越軍事團和建設顧問團；對越南的軍事援助內容大致可分為政治作戰部署與訓練、武裝裝備與製造、海軍勤務支援、空軍勤務協助、以及特種作戰部隊.
與當時其他援越國家相比，中華民國對於援越的態度可說是最為「積極」，但是受到美方的抑制也最大，因為當時中華民國提出的各項派兵軍事支援行動方案，都引起美方的戒心，高度提防時任中華民國總統蔣中正想利用越戰達到其借道東南亞以反攻大陸的願望，故而中華民國國軍在越戰中的影響是有限的。

## 緣起
早在越南共和國成立之前的越南國時期，美國曾思考以當時蔣中正所控制的中華民國國軍牽制越共的可能性。1952年7月，美軍太平洋艦隊司令亞瑟·雷福德海軍上將提出助蔣介石反攻海南島，以鞏固越南之主張。
1953年9月，時任美國國務卿杜勒斯在第二次紐澳美會議（見太平洋安全保障條約）中謂：「中共倘若進入越南，蔣介石的軍隊將扮演更重要角色。」同年11月，中華民國政府擬定了『南圖計畫』，打算進攻海南島作為反攻大陸之基地，並以此轉道介入法越戰爭，實施方法以裝備訓練留越國軍（此時已整編進入中華民國海軍陸戰隊）為要。
隨著法越戰爭情勢變化，1954年1月16日，時任美國總統艾森豪批准了美國在東南亞之目標與行動方針所做出之決議要點：一旦美、法以及各聯合邦認定中共軍隊（包括志願軍）公然介入印支爭端以致危害紅河三角洲之維持，則美國應採取措施以協助法國，並恢復印支安寧。其附加措施並言明，在可圖及合理之情況下，動用中華民國軍隊於東南亞、韓國及中國執行軍事任務。
1954年5月，中華民國政府在南圖計畫後，再向美方提出登陸雷州半島以便援助越方的作戰計畫，但因情勢有變，因而未有下文。
奠邊府戰役後，法國在日內瓦談判中承認法屬印度支那獨立，越南以北緯十七度分割為兩部，其後即分為北越與南越兩國。7月，蔣介石與符立德將軍會談時，蔣表示雷州半島計畫已不可用，但中華民國國軍「必有戰勝越盟叛軍之把握」，惟美方並未接受。
1955年12月17日，中華民國與越南共和國建交，初期兩方關係並不融洽。主要在於越方大力推行華僑越化，與南越海軍軍艦侵入南沙群島；至1958年時，寮國與柬埔寨漸漸親近中共，加以八二三炮戰爆發，吳廷琰對於蔣是否會自金門、馬祖撤軍十分關注，因蔣一旦順從華府要求，將使越共可充分獲得中共軍隊之掩護，故越方派專使至美國運作，表明越方支持自由中國堅守金馬之立場，敦促美方協助蔣防衛，此後兩方關係才因反共轉而親密。

## 奎山軍官團
1959年9-10月間，越方派員至臺灣考察軍中康樂制度與心理作戰業務；1960年吳廷琰訪問臺灣，與蔣介石會談時，當面邀請國軍將級軍官至越南協助越方整建軍隊；但此時美方對當時蔣經國手創之政工制度存有疑問，因此在越方請求下，中華民國軍官著便服，並以化名與文職人員身分前往越南。
1961年1月2日，以王昇為團長，國軍派出7人顧問的奎山軍官團；1963年南越政變，政戰訓練計畫暫時中止，至1964年3月時，越方新政府副總理兼國防部長陳善謙奉新政府之命訪台，同行的駐越美軍顧問對當時的中華民國政戰制度頗有好評，因而使得此一赴越軍援團檯面化；8月，美國駐越軍援司令部司令魏摩蘭陸軍上將與越方就此事簽署協議，同意中華民國以軍事顧問團名義赴越，但不能直接參與戰鬥任務。雖有別於他國，但在越南已能穿上國軍制服；31日，美方再與中華民國簽署第三國援越協定，同意中華民國在越建立政戰部隊。

## 軍事顧問團
1964年9月1日，越方與中華民國簽訂正式協議，邀請中華民國派遣15人軍事顧問團赴越一年，以鄧定遠為團長。惟因中華民國軍事顧問團，乃協助越方建立政戰，與他國有別，所以住所與他國不同，由越方另覓辦公所與住處，於台灣內部稱之為『陸軍訪問團』。
軍事顧問團之主要任務為：
1. 協助越南共和軍建立政戰制度
2. 協助訓練政戰幹部
3. 協助越南共和軍推動全般政戰業務
4. 協助越南共和軍編訂各項政戰法規與書籍
5. 為越部隊提供戰略諮詢
6. 協助越方改造政治犯
7. 督導駐越各軍援單位工作
8. 蒐集有關越戰實戰資料，作為國府反攻大陸作戰參考

但越方提出之其他事項，該團亦有可能給予協助，因而有陷於越南內部政爭之虞。
1965年，越方之政戰制度大致成型，越方改邀請顧問團在該國政戰總局與其屬局、大叻政戰大學、各戰術區，以及海、空軍之政戰部門擔任顧問；1966年10月，雙方協議到期，換訂新約《中越軍事協議書》；1967年3月，該團人員乃由最初之15名增為31名。

## 駐越軍援團
1967年2月15日，顧問團更名為「中華民國駐越軍援團」；1968年12月19日，MACV再與駐越軍援團簽定軍事工作協定，自此駐越軍援團即受「自由世界軍事援助政策委員會」（Free World Military Assistance Policy Council）所節制。1969年10月，軍援團將團長、副團長等職稱改為司令及副司令。

## 建設顧問團
1973年1月23日，越戰相關各國於巴黎和平協約達成停火協議，根據該協議，包括駐越軍援團在內之自由世界各國之軍隊與軍事人員，皆須於3月底前撤出越南。經與越方商議後，中華民國政府決以「駐越建設顧問團」之名義，繼續提供越方精神與技術之援助，團長為少將劉戈崙。實際上，該團自5月初赴越以降，迄1975年4月18日末批人員撤出（距西貢淪陷僅12日之前）為止，仍在協助南越軍推動政治作戰之業務。
建設顧問團在巴黎和談期間，曾暗中為越方對共產黨之慣用談判手法製作備忘錄，進而被引為阮文紹政治聲明之主要內容。
根據王昇自己的評價，他認為中華民國政戰制度在越十分成功，可由越戰結束前幾年越方軍隊叛變投降者極少，而力戰殉節者居多可以看出。

## 軍援武器
1961年3月2日，國防部聯合勤務總司令部生產署副署長陳哲生少將等三人乃奉命赴越「辦理」輕兵器、彈藥及其他兵工業務。12月，國防部贈庫存國造40式手榴彈2萬枚與越方，其彈藥箱中之詳載性能的「諸元卡」均譯成越文，並抹去中華民國相關字樣，以免北京有藉口指責。
1962年，中華民國國防部訂定「南海計畫」，派出空軍少將一名、上校中校各兩名，於9月著便服赴越，協助越方建立防砲部隊。

## 海軍勤務支援
1965年3月23日，越方因越共破壞交通，接濟難民與糧食運輸工作漸感困難，商請中華民國派出坦克登陸艦（LST）登陸艇支援；27日，美國駐華大使館接到消息後，立刻要求中華民國不可派出海軍登陸艇，僅可派出商船，以免給予中共口實。4月，越方只好轉向韓國請求支援。至7月時，大韓民國國軍已有LST與LCM共3艘赴越支援。此期間，美國海軍與美行政部門一度為了中華民國應派遣無武裝船隻或武裝小隊而形成對峙，後在中華民國決定捐助越方4艘無武裝的自製LCM登陸艇，且願為越方代訓人員後打破僵局，最終在11月10日，由中平輪搭載登陸艇與中華民國海軍官兵於高雄港出發。
1966年，換成美方主動請求中華民國提供4艘LST赴越支援，美方提案為船隻懸掛美國國旗，中華民國並派出人員穿便服同行，由美方支付中方人員薪資與船艦維持費，協商結果為同年4月時，中華民國派出2艘。

## 空軍勤務援助

### 飛龍計畫
1962年1月12日，美國中情局駐台北代表克萊恩向蔣經國表示，將裝有電子反制設備之C-123運輸機予臺灣，便於反攻大陸時特種作戰空投之用，此為中華民國國防部所稱之「飛龍計畫」之始。9月時，國軍已有30名飛行員赴北卡羅萊納州接受C-123機飛行訓練；1963年2月，美方5架C-123運抵台灣；7月2日，國軍結訓飛行員駕駛C-123機，在南越執行了首次任務，並在榮市以西之山區空投了代號為「巨人」（Giant）之特戰部隊。
1964年2月，美方再與蔣經國商議。美方決議加強對越北之敵後作戰情報工作，商請中華民國同意美國徵求選用駕駛該型飛機共9個組的空勤人員，並要求中華民國現役空軍飛行員以退役身分轉任中華航空公司，受當時美國支持的越南航空公司雇用，由駐越美軍司令部特戰組節制指揮，協助空投南越情報員至越北。
此任務一直持續到1968年間結束。

### C-46運輸機
越方亦請求中華民國提供C-46運輸機，主要用於救援難民。

## 特戰部隊

### 34A計畫
1960年1月，南越總統吳廷琰訪問臺灣。其中提出要求，由中華民國協訓蛙人部隊與破譯中共密電人員。根據美國國務院解密文件顯示，當時吳廷琰與蔣介石商議由台灣派遣一個約200人的特遣隊，年齡介於30-45歲間，以退役軍人身分至南越，偽裝成堤岸越人，向農村自衛隊教授使用武器、巡邏、偵察等技能。
而吳廷琰亦曾向美國提議，由中華民國軍人以歸化為越籍方式，派駐至湄公河三角洲地帶，以對抗越南南方民族解放陣線，或由國軍派遣3,000-5,000人規模的特種部隊，以代訓其民防部隊，但吳向美方的提議，均因美方擔心將導致中國人民解放軍有藉口公開進入越南而作罷。
然而，於1964年1月時，河內宣布將對去（1963）年捕獲的『美蔣突擊隊員』進行審判。聲明中稱，該突擊隊共26人，是南越國防部長赴台向中華民國邀請而來。隊員向法院說，1963年1月，蔣介石創設了名為Pan Shang-ming的營區，專職間諜任務，該突擊隊屬於第三總隊轄下第41分隊。於當年的7月18日，從淡水河口乘偽裝成漁船的快艇出發，5天後抵達南越，由當地情報人員接應，後於7月29日，在廣寧省海岸登陸，原預定由中越邊界進入中國大陸，進行諜報與破壞工作。
而河內當局此一聲明，亦間接證實了中華民國軍隊曾以受雇於CIA的狀態下，參與了34A計畫，即該計畫中含糊稱呼的外籍傭兵。

### 海燕特區
海燕特區位於當時越南共和國所轄之金甌半島，面積約700平方公里，屬沼澤地，生存條件極為惡劣，且週遭均是越共。當時有數百名於1949年後自廣東省逃難至此的華人在此生存，多以潮汕人為主，由阮樂化神父帶領，建立了「平興村」。由於該村華人持反共立場，越方特許擁有公民權。
1961年1月3日，越共偷襲該地，卻被該村民兵以寡擊眾擊退。消息一出，轟動當時反共陣營，連駐越美軍也特地至此地參訪。其後，越方准許該村合法擁有武裝軍事力量以對抗越共，並以阮神父意見命名其為海燕特區，其部隊自稱為海燕反共游擊部隊，編屬越軍參謀總部及第四戰術區保安隊，並受美軍顧問指導與軍事援助。
因此，越南當地華人與儂族聞風而來，極盛期達到2,000餘人兵力（戰時全村民皆兵）。中情局並鑒於此村九成約華人，故允許中華民國軍人進入此村協助訓練部隊。1964年9月，中情局批准100人國軍特戰幹部至此，同月，阮慶再邀請112人國軍特戰人員協助阮神父，但因國軍幹部在交談時說到「這是我們回去中國大陸的開始」，引起美方疑慮；故至1965年9月時，剩下約30名以受雇於中情局之國軍顧問在此，中情局的報告稱「他們現在已十分安分」。
在海豹部隊創始者馬辛科自傳中，亦提到越戰有中國傭兵（中華民國部隊）的出現，與美軍一同作戰。

## 历任指挥官
奎山軍官團團長
王昇 1961.01-1963.11
中華民國駐越軍事顧問團團長
第一任 鄧定遠 1964.09 - 1966.10
第二任 柯遠芬 1966.10 - 1968.10
第三任 徐汝楫 1968.10 - 1969.10
中華民國駐越軍援團司令
第一任 徐汝楫 1969.10 - 1971
第二任 姜獻祥1971 - 1973.01
駐越建設顧問團團長
第一任 劉戈侖 1973. 01-1975.04

## 延伸閱讀
- Allied Participation in Vietnam CHAPTER V The Republic of China（英文，可略知當時參與援助南越的國家）
- Republic Of China’s MAAG Helpjng Vietnam Establish Psy-War System（英文）
- （页面存档备份，存于）有過去國軍各政戰特遣隊之臂章
- 被遺忘的越戰創傷──1967年台灣西貢使館被炸始末，高智陽，《全球防衛雜誌》第265期，2006年9月。
- 王炳勳先生訪談 （页面存档备份，存于），博訊網，2013-03-29。
- 趙知遠將軍訪談 （页面存档备份，存于），博訊網，2013-03-29。